# 小会岭二仙庙
35°40′43″N 113°10′08″E / 35.67861°N 113.16889°E
小会岭二仙庙位于中国山西省晋城市陵川县附城镇小会村，2001年被列为第五批全国重点文物保护单位。
小会岭二仙庙坐北朝南，南北长49.8米，东西宽25.5米，中轴线上有山门、献厅、正殿，两侧有垛楼、廊屋、配殿、耳殿，其中正殿为宋代建筑，余为明清所建。献厅为清代建筑，面阔三间，进深一间，单檐卷棚顶。正殿面阔三间，进深六椽，单檐歇山顶。